# گمینا وودگوویتسه
گمینا وودگوویتسه (به لهستانی:  Gmina Łodygowice) یک گمینا در لهستان است که در شهرستان ژویتس واقع شده‌است. گمینا وودگوویتسه ۳۵٫۲ کیلومتر مربع مساحت و ۱۳٬۳۴۸ نفر جمعیت دارد.